# Oziotelphusa intuta
Oziotelphusa intuta là một loài cua nước ngọt trong họ Gecarcinucidae.